# Integraaltransformatie
In de wiskunde is een integraaltransformatie een transformatie {\displaystyle T} van de vorm:
{\displaystyle (Tf)(u)=\int \limits _{t_{1}}^{t_{2}}f(t)\,K(t,u)\,\mathrm {d} t}
Daarin is de functie {\displaystyle K} de bij de transformatie behorende integraalkern, ook kort met kern aangeduid.
De transformatie voegt aan een functie {\displaystyle f} een andere functie {\displaystyle Tf} toe, die voor sommige toepassingen wel geschikt is voor verdere analyse, terwijl de oorspronkelijke functie dat niet is.
Een integraaltransformatie is een lineaire afbeelding, vergelijkbaar met die in de lineaire algebra. Voor een dergelijke afbeelding {\displaystyle T} laat het beeld {\displaystyle Tx} van de vector {\displaystyle x} zich ten opzichte van gekozen bases op de gebruikelijke manier schrijven als:
{\displaystyle (Tx)_{u}=\sum _{t}x_{t}K_{tu}}
waarin {\displaystyle K} de bijbehorende matrix van {\displaystyle T} is, en {\displaystyle u} en {\displaystyle t,} de indices zijn. Hierin is duidelijk de analogie met de bovenstaande definitie zien.
Er bestaan heel wat nuttige integraaltransformaties, corresponderend met verschillende keuzes van de integraalkern {\displaystyle K} en de integraalgrenzen.
| Transformatie                     | Symbool                        | Kern                                              | t1                       | t2                      |
| --------------------------------- | ------------------------------ | ------------------------------------------------- | ------------------------ | ----------------------- |
| Fourier-transformatie             | {\displaystyle {\mathcal {F}}} | {\displaystyle {\frac {e^{iut}}{\sqrt {2\pi }}}}  | {\displaystyle -\infty } | {\displaystyle \infty } |
| Mellin-transformatie              | {\displaystyle {\mathcal {M}}} | {\displaystyle t^{u-1}}                           | {\displaystyle 0}        | {\displaystyle \infty } |
| Tweezijdige Laplace-transformatie | {\displaystyle {\mathcal {B}}} | {\displaystyle e^{-ut}}                           | {\displaystyle -\infty } | {\displaystyle \infty } |
| Laplace-transformatie             | {\displaystyle {\mathcal {L}}} | {\displaystyle e^{-ut}}                           | {\displaystyle 0}        | {\displaystyle \infty } |
| Hankel-transformatie              |                                | {\displaystyle t\,J_{\nu }(ut)}                   | {\displaystyle 0}        | {\displaystyle \infty } |
| Abel-transformatie                |                                | {\displaystyle {\frac {t}{\sqrt {t^{2}-u^{2}}}}}  | {\displaystyle u}        | {\displaystyle \infty } |
| Hilbert-transformatie             | {\displaystyle {\mathcal {H}}} | {\displaystyle {\frac {1}{\pi }}{\frac {1}{u-t}}} | {\displaystyle -\infty } | {\displaystyle \infty } |
| Identiteitstransformatie          |                                | {\displaystyle \delta (u-t)\,}                    | {\displaystyle t_{1}<u}  | {\displaystyle t_{2}>u} |
Indien als kern elke gegeneraliseerde functie is toegelaten, zijn alle lineaire afbeeldingen van een functieruimte naar een functieruimte integraaltransformaties (dit wordt nauwkeuriger geformuleerd in een belangrijke stelling door Schwartz).